# Capitalisme marchand

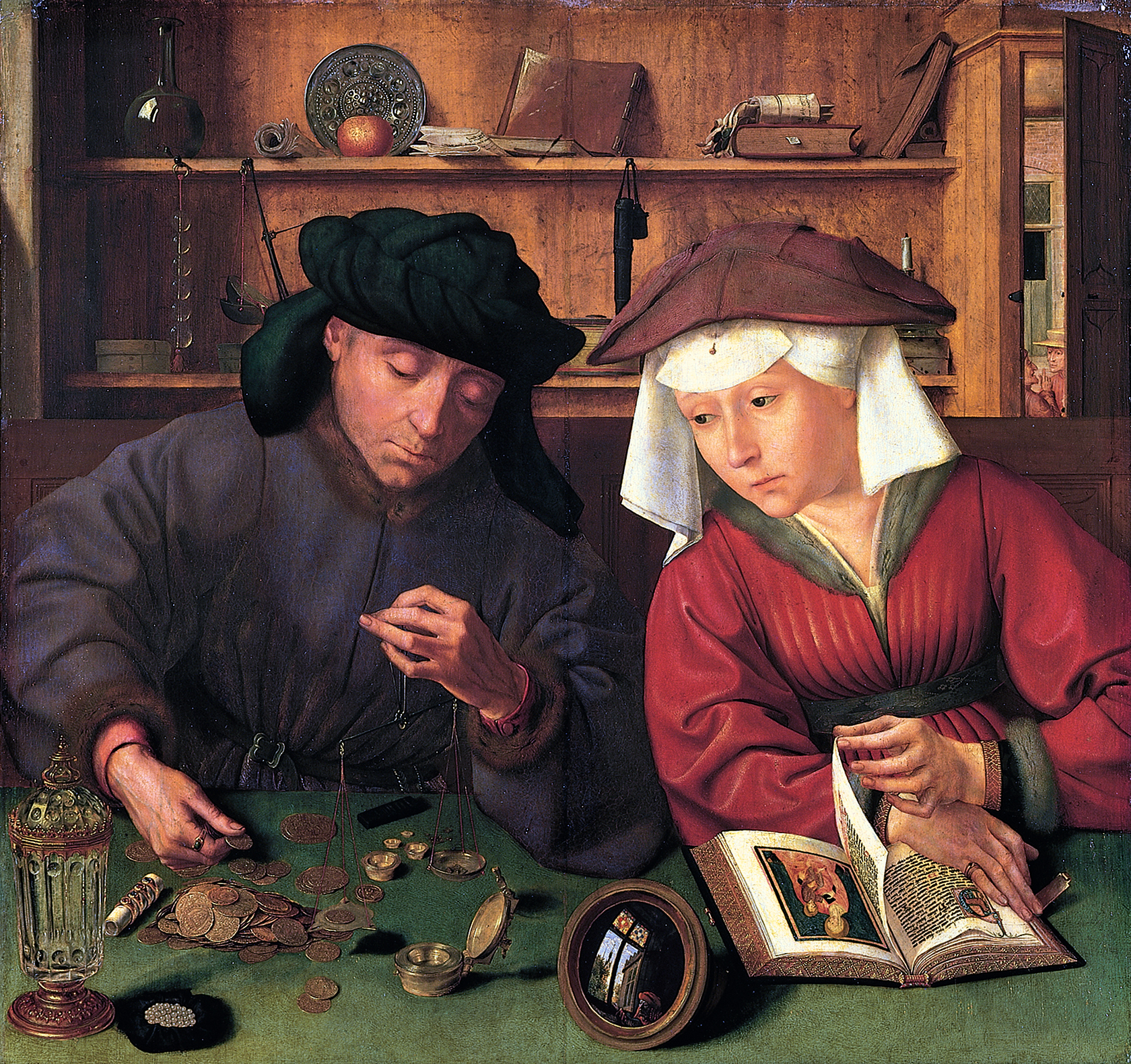
L'activité commerçante vers 1514 (Le Prêteur et sa femme de Quentin Massys)

Le capitalisme mercantiliste (ou capitalisme commercial) désigne un stade d'évolution du capitalisme. Cette forme de capitalisme domine au Moyen Âge et dans l'époque moderne (XVIe-XVIIIe). Cela se traduit par une prédominance des activités commerciales (échange de marchandises et activités bancaires) comme source d'accumulation de capital.

## Des plaques tournantes en Europe
Les grands foyers de développement du capitalisme marchand se situaient dans les grands ports méditerranéens (Venise, Gênes) et baltiques.

## Les compagnies commerciales
L'association commerciale la Hanse jouera un rôle dans le développement du commerce en Europe du Nord.

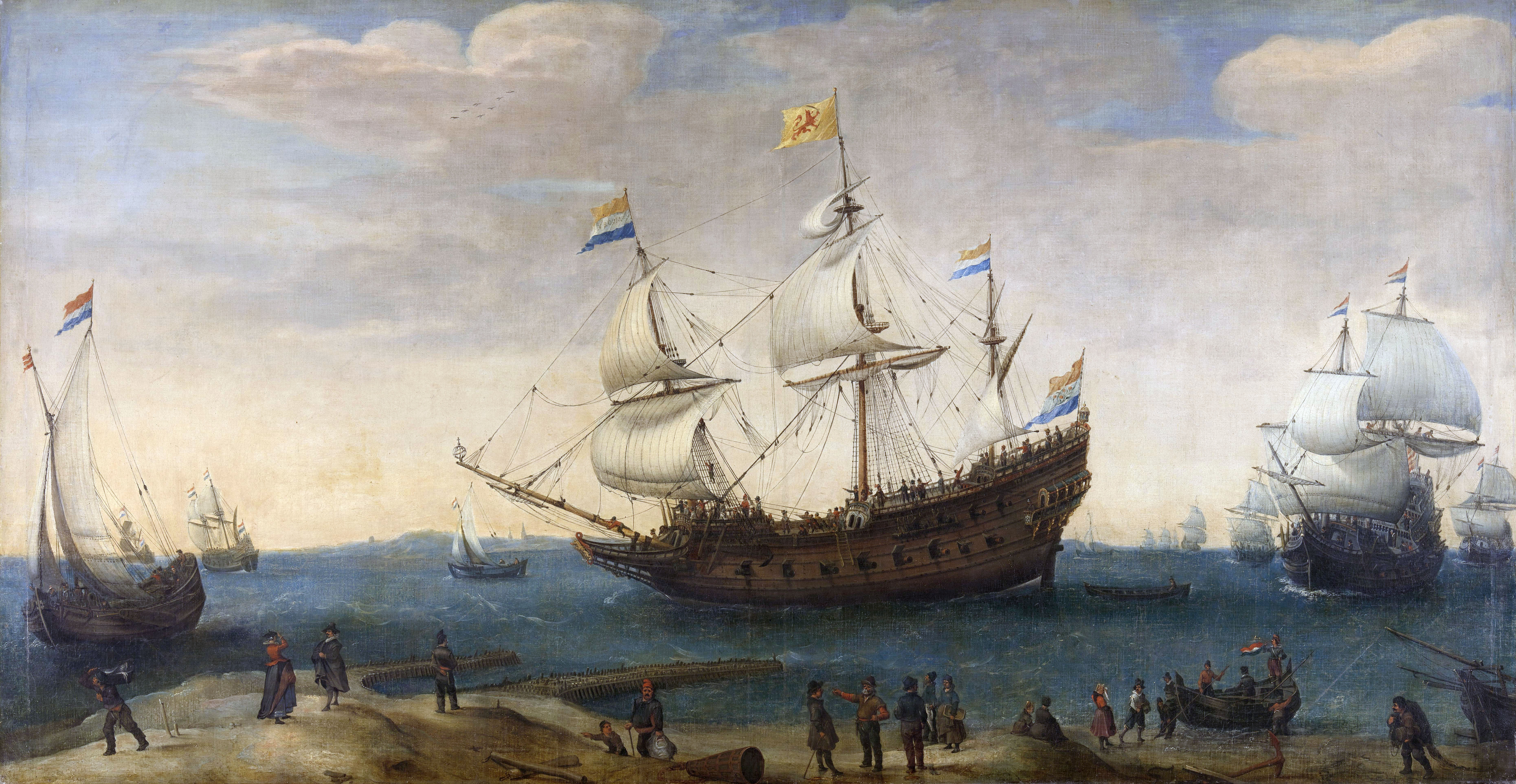
Départ des voiliers de la Compagnie des Indes orientales, par Hendrick Cornelisz (v. 1630–1640)

Alors que s'établissent des comptoirs dans les nouvelles colonies, des compagnies commerciales verront le jour en Europe dès le début du XVIIe siècle, telles que :
- La Compagnie française des Indes orientales ou Compagnie des Indes Orientales (françaises)
- La Compagnie néerlandaise des Indes orientales
- La Compagnie néerlandaise des Indes occidentales
- La Compagnie anglaise des Indes orientales
- La Compagnie suédoise des Indes orientales
- La Compagnie danoise des Indes orientales
- La Compagnie danoise des Indes occidentales et de Guinée